# Блиски сусрет
Блиски сусрет (енгл. Close encounter) је назив за догађај у коме нека особа види неидентификовани летећи објекат. Назив за ове догађаје предложио је астроном Ален Хајнек у својој књизи 1972. НЛО искуство. Он је представио прве 3 врсте сусрета. Подврсте блиских сусрета су додате касније од стране других људи.
Блиски сусрети који се дешевају на удаљености до 150 метара од сведока називају се Дневносветлосни дискови,  Ноћна светла или визуелни радар. Ален Хајнек је рекао да се блиски сусрет мора десити на удаљености од највише 500 m да би били сигурни да то што су видели није авион или неки други познати феномен.

## Блиски сусрет прве врсте
Виђења НЛО-а који је од сведока удаљен мање од 500 m и на њему се може видети пуно детаља.

## Блиски сусрет друге врсте
Ова врста блиских сусрета се може објаснити логичким објашњењем.

## Блиски сусрет треће врсте
У овој врсти се блиски сусрет може објаснити роботима, хуманоидима или неком анимацијом.

## Блиски сусрет четврте врсте
Блиски сусрет у коме је човека отео НЛО или ванземаљци. Ову врсту блиских сусрета Хајнек није навео у својој књизи.

## Блиски сусрет пете врсте
Блиски сусрет у коме се дешава директна комуникација између човека и ванземаљца. Ова врста блиских сусрета се највише дешавала 1950-их, а тада су сведоци рекли да су ванземаљци доброћудни.